# ماركو بونيرا
ماركو بونيرا (بالإيطالية: Marco Bonura)‏ (2 أغسطس 1979 بميلانو في إيطاليا - ) هو لاعب كرة قدم إيطالي في مركز الوسط. لعب مع إنتر ميلان وإيه سي ميلان ونادي تشيزينا ونادي ريميني ونادي كاتانيا ونادي ليفورنو ونادي مونزا وASD Città di Foligno 1928 ‏ وايه إس دي سامبينديتيس كالتشيو ‏ وفيس بيزارو 1898 ‏ ونادي براتو وASD Sangiovannese 1927 ‏ ونادي غوبيو.

## وصلات خارجية
- ماركو بونيرا على موقع قاعدة بيانات كرة القدم.إي يو (الإنجليزية)
- ماركو بونيرا على موقع Soccerway.com (الإنجليزية)